# 29080 Astrocourier
29080 Astrocourier este un asteroid din centura principală de asteroizi.

## Descriere
29080 Astrocourier este un asteroid din centura principală de asteroizi. A fost descoperit pe 1 septembrie 1978 la Observatorul de Astrofizică din Crimeea de Nikolai Cernîh. Asteroidul prezintă o orbită caracterizată de o semiaxă mare de 3,15 ua, o excentricitate de 0,18 și o înclinație de 18,2° în raport cu ecliptica.